# Troféu do Algarve de 2022
O Troféu do Algarve de 2022 também conhecido como Torneio do Algarve de 2022 foi um torneio de futebol amistoso de pré-temporada organizado no Estádio Algarve. Foi a 17ª edição do Troféu do Algarve, inaugurada em 2001. Realizada entre os dias 15 a 17 de julho de 2022, os participantes foram Benfica, Fulham e Nice.
A competição segue um sistema de pontuação, em que cada equipe joga duas partidas. Com três pontos concedidos por vitória, um ponto por empate e nenhum por derrota. Além disso, para desempate, cada equipe faz uma disputa de grandes penalidades. No primeiro dia do torneio, o Benfica venceu o Nice por 3 a 0. No segundo dia, o Fulham venceu o Nice por 2 a 0. No último dia do torneio o Benfica e o Fulham enfrentaram-se, em um jogo onde o Benfica goleou o Fulham por 5-1. O avançado Gonçalo Ramos, do Benfica, recebeu o prêmio de Jogador do Torneio.

## Classificação
| Pos. | Equipe  | Pts | J | V | E | D | GP | GC | SG |
| ---- | ------- | --- | - | - | - | - | -- | -- | -- |
| 1    | Benfica | 6   | 2 | 2 | 0 | 0 | 8  | 1  | 7  |
| 2    | Fulham  | 3   | 2 | 1 | 0 | 1 | 3  | 5  | -2 |
| 3    | Nice    | 0   | 2 | 0 | 0 | 2 | 0  | 5  | -5 |

## Partidas

### Dia 1[1]
| 15 de julho de 2022                       | Benfica                               | 3 – 0 (5 - 4 pen.)                            | Nice | Faro/Loulé, Portugal                                              |  |
| 21:00                                     | Rafa 7' · Otamendi 13' · Gilberto 36' |                                               |      | Estádio: Estádio Algarve Público: 30 305 Árbitro: Hélder Malheiro |  |
|                                           |                                       | Penalidades                                   |      |                                                                   |  |
| Yaremchuk Gil Dias Silva Vertonghen Pizzi |                                       | Claude-Maurice Trouillet Lotomba Brahimi Atal |      |                                                                   |  |

### Dia 2[2]
| 16 de julho de 2022                    | Nice | 0 – 2 (2 - 3 pen.)                | Fulham                              | Faro/Loulé, Portugal                              |  |
| 20:15                                  |      |                                   | Kebano 42' (pen) · Wilson 84' (pen) | Estádio: Estádio Algarve Árbitro: Hélder Carvalho |  |
|                                        |      | Penalidades                       |                                     |                                                   |  |
| Rosario Melvin Bard Mendy Gouiri Dante |      | Wilson Pereira Tiéhi Bryan Jasper |                                     |                                                   |  |

### Dia 3[3]
| 17 de julho de 2022 | Benfica                                              | 5 – 1 | Fulham       | Faro/Loulé, Portugal                                           |  |
| 20:15               | Rafa 3' · Ramos 21' 29' · Yaremchuk 57' · Araújo 64' |       | Mitrović 61' | Estádio: Estádio Algarve Público: 13 000 Árbitro: Nuno Almeida |  |

## Artilheiros
| Pos. | Nome                | Equipe  | Gols |
| ---- | ------------------- | ------- | ---- |
| 1    | Gonçalo Ramos       | Benfica | 2    |
| 1    | Rafa Silva          | Benfica | 2    |
| 2    | Nicolás Otamendi    | Benfica | 1    |
| 2    | Gilberto Junior     | Benfica | 1    |
| 2    | Roman Yaremchuk     | Benfica | 1    |
| 2    | Henrique Araújo     | Benfica | 1    |
| 2    | Neeskens Kebano     | Fulham  | 1    |
| 2    | Harry Wilson        | Fulham  | 1    |
| 2    | Aleksandar Mitrović | Fulham  | 1    |